# Útěchovice
Útěchovice là một làng thuộc huyện Pelhřimov, vùng Vysočina, Cộng hòa Séc.